# Скрябіно (Лямбірський район)
Скря́біно (рос. Скрябино, ерз. Скрябино) — село у складі Лямбірського району Мордовії, Росія. Адміністративний центр Скрябінського сільського поселення.

## Населення
Населення — 437 осіб (2010; 456 у 2002).
Національний склад (станом на 2002 рік):
- росіяни — 86 %